# 微博解密
微博解密為美國動態網絡技術公司（DIT Inc.)於2013年10月16日所推出的網站，主要幫助微博用戶找出被各大網站審查員刪掉的帖子。

## 成立宗旨
動態網絡技術公司總裁Bill Xia表示，該網站之所以起名為「微博解密」，是希望通過挖掘、公布那些被封殺的微博帖子，還原被封殺的網絡真相；一方面把被中共當局剝奪的信息自由權重新奪回來，還給網民；另一方面也為這一段歷史留此存照。

## 運作方式
據媒體報導，中國最大的微博服務商新浪以電腦加人工，雙管齊下地過濾微博內容，以免那些令中共政府敏感的帖子在微博上傳播。
據自由亞洲電台報導，相關微博內容在被刪除或屏蔽之前，已經被「微博解密」的主機抄了一份副本，有關內容就會在微博被刪後出現在「微博解密」網站上。不過不一定所有被刪或被屏蔽的微博都會出現在「微博解密」網站上，但這類網站越來越多，就能夠大大提升一般民眾發表敏感微博內容在網上的存活率。
動態網絡技術公司總裁Bill Xia指出，新浪微博的審查是一級一級的，第一步是透過機器過濾，第二步才是人工過濾；致使有些微博可能已發表數小時後才被刪掉。「微博解密」收集的就是這種發表了、然後很快又被刪除了的帖子。
不過，要成功上「微博解密」網站，仍要翻牆軟件的配合，因為「微博解密」的內容含不少中國當局指定的敏感字眼，而「微博解密」的網址亦可能被中國當局的防火長城所阻擋。

## 其他服務
用戶可以透過「微博解密」的網址，也可通過動態網首頁直接進入「微博解密」，並可以透過該網頁右側上方的「安全爆料」欄，把希望讓海外媒體曝光的資料傳送給「微博解密」，「微博解密」將負責把爆料資料轉發給海外相關媒體。

## 外部連結
https://web.archive.org/web/20131025155208/http://weiboleak.com/